# Pelmá
Pelmá est une freguesia portugaise située dans le District de Leiria.
Avec une superficie de 29,91 km2 et une population de 986 habitants (2001), la paroisse possède une densité de 33 hab/km2.